# Ernst Olbers
Ernst Gustaf Ferdinand Olbers, född 8 november 1837 i Skara, död 25 oktober 1919 i Stockholm, var en svensk präst. Han var brorson till Carl Olbers.
Olbers blev student vid Lunds universitet 1856, filosofie kandidat 1862 och filosofie magister samma år. Han var lektor i pedagogik och metodik vid Högre lärarinneseminariet i Stockholm 1864–84 och rektor där 1868–79.
Olbers prästvigdes i Skara 1880 och utnämndes till kyrkoherde 1883 i Husaby församling, Skara stift, 1892 i Landskrona och 1902 i Trelleborg samt blev 1883 e.o. hovpredikant. Han var kontraktsprost 1898–1903, inspektor vid läroverket i Landskrona 1895–1903 och vid läroverket i Trelleborg 1903–05 samt folkskoleinspektör 1901–03. Han var ordförande i styrelsen för samskolan i Trelleborg 1906–15.
Olbers tog en bemärkt del i tidens sedlighetssträvanden och utgav ett stort antal predikningar, föredrag och tal. Åren 1871–80 var han medredaktör av "Pedagogisk tidskrift" (tillsammans med Hans Ferdinand Hult).